# Lisa Arce
Lisa Arce Zimmerman (Manhattan Beach, 8 juli 1969) is een voormalige beachvolleyballer uit de Verenigde Staten. Met Holly McPeak won ze een zilveren medaille bij de wereldkampioenschappen.

## Carrière

### 1991 tot en met 1998
Arce speelde zaalvolleybal voor UC Berkeley waar ze een bachelor in de Engelse taal behaalde. Ze maakte in 1991 met Lindsay Hahn in Manhattan Beach haar debuut in de competitie van de WPVA. Drie jaar later was ze weer actief in de Amerikaanse competitie. Met achtereenvolgens Colleen Harp, Marie Andersson, Janice Harrer en Christine Schaefer speelde ze in totaal twaalf wedstrijden in de WPVA Tour met een vierde plaats in zowel Hermosa Beach als Newport als beste resultaat. In 1995 debuteerde Arce met Schaefer in de FIVB World Tour. Het duo nam deel aan drie internationale toernooien en behaalde daarbij een vierde plaats in La Serena. Daarnaast deden ze mee aan zeven WPVA-toernooien met een vierde plaats in Carolina als hoogste klassering. In de binnenlandse competitie speelde Arce met Cammy Ciarelli, Angela Rock en Patty Dodd vervolgens in totaal nog zeven toernooien; met Rock werd ze tweede in Long Beach. In november nam ze met Gail Castro tot slot deel aan het FIVB-toernooi van Carolina.
Het daaropvolgende seizoen speelde Arce afwisselend met Dodd en Holly McPeak. Met Dodd deed ze mee aan vijf toernooien in de WPVA Tour waarbij ze eenmaal als tweede (Long Beach) en eenmaal als derde (Deerfield Beach) eindigden. Met McPeak speelde ze in dezelfde competitie zeven wedstrijden waarvan ze er vier wonnen (Carolina, New York, Huntington Beach en Kauai). Bij de resterende drie toernooien eindigden ze eveneens op het podium. In Portland werden ze namelijk tweede en in Hermosa Beach en San Diego derde. Bovendien nam het duo deel aan drie internationale wedstrijden. Ze boekten de winst bij het World Series-toernooi van Busan en behaalden in Carolina en Salvador respectievelijk de derde en vierde plaats. Daarnaast speelde ze twee wedstrijden met Karolyn Kirby: het FIVB-toernooi van Hermosa Beach en het WPVA-toernooi van Austin waar ze als tweede eindigden.
In 1997 vormde Arce een vast duo met McPeak. In de WPVA Tour wonnen ze zeven van de twaalf toernooien (Miami, Deerfield Beach, Austin, San Diego, Dallas, Huntington Beach en East Quogue). Bij de toernooien in Atlantic City en Chicago eindigden ze verder als tweede. Internationaal behaalde het tweetal bij zes reguliere FIVB-wedstrijden enkel podiumplaatsen: twee overwinningen (Pescara en Busan), drie tweede plaatsen (Rio de Janeiro, Marseille en Salvador) en een derde plaats (Melbourne). Daarnaast namen ze in Los Angeles deel aan de eerste wereldkampioenschappen beachvolleybal. Daar wonnen Arce en McPeak de zilveren medaille achter het Braziliaanse duo Jackie Silva en Sandra Pires. Het seizoen daarop waren Arce en McPeak actief op acht internationale toernooien. Bij de reguliere FIVB-toernooien haalden ze driemaal het podium; in Dalian werden ze tweede en in Toronto en Osaka derde. Daarnaast won het duo de bronzen medaille bij de Goodwill Games in New York nadat ze de troostfinale gewonnen hadden van Laura Bruschini en Annamaria Solazzi uit Italië.

### 1999 tot en met 2004
Vervolgens vormde Arce twee seizoenen een team met Barbra Fontana. In 1999 namen ze deel aan vier toernooien in de AVP Tour. Daarbij behaalden ze een tweede plaats in Hermosa Beach en derde plaatsen in Clearwater en Muskegon. Internationaal waren ze actief op zeven toernooien. Bij de reguliere FIVB-toernooien wisten ze telkens de kwartfinale te bereiken; in Dalian kwamen ze uiteindelijk tot de derde plaats en in Espinho en Salvador werden ze vierde. Bij de WK in Marseille verloor het duo in de tweede ronde van hun landgenoten Liz Masakayan en Elaine Youngs, waarna ze in de herkansing werden uitgeschakeld door Annette Huygens Tholen en Sarah Straton uit Australië. Het jaar daarop speelden Arce en Fontana zes wedstrijden in de competitie van Beach Volleyball America, waarbij ze twee overwinningen boekten. In de World Tour deden ze mee aan tien toernooien met een tweede plaats in Espinho als beste resultaat. Daarnaast bereikte het tweetal driemaal de kwartfinale (Rosarito, Marseille en Osaka).
In 2001 nam Arce met Carrie Dodd deel aan het FIVB-toernooi van Macau, waarna ze voor de rest van het seizoen opnieuw partnerde met McPeak. Internationaal nam het tweetal deel aan zes reguliere toernooien in de World Tour waar ze telkens de kwartfinale bereikten; in Marseille eindigden ze bovendien als derde. Bij de WK in Klagenfurt werden ze in de zestiende finale uitgeschakeld door Kerri Walsh en Misty May en bij de Goodwill Games in Brisbane behaalden ze de vijfde plaats. In de AVP Tour speelde het duo vier wedstrijden met een overwinning in Hermosa Beach en tweede plaatsen in Muskegon en Manhattan Beach als resultaat. Het daaropvolgende seizoen was Arce met Linda Hanley actief in de binnenlandse competitie. Ze deden mee aan zeven toernooien en eindigden daarbij driemaal op de derde plaats (Huntington Beach, Manhattan Beach en Las Vegas). In 2003 vormde ze een team met Rachel Wacholder. In de AVP Tour namen ze deel aan negen toernooien met twee derde plaatsen als beste resultaat (Hermosa Beach en San Diego). Daarnaast speelden ze vier wedstrijden in de World Tour. Met een vijfde plaats bij de Grand Slam van Los Angeles sloot Arce haar internationale optreden af. Het jaar daarop deed ze met Leanne McSorley mee aan acht toernooien in het nationale circuit. Het tweetal behaalde in Tempe en Austin de derde plaats en in Hermosa Beach speelde Arce haar laatste professionele beachvolleybalwedstrijd.

## Palmares
Kampioenschappen
- 1997:  WK
- 1998:  Goodwill Games

FIVB World Tour
- 1996:  World Series Busan
- 1996:  Grand Slam Carolina
- 1997:  Rio de Janeiro Open
- 1997:  Melbourne Open
- 1997:  Pescara Open
- 1997:  Marseille Open
- 1997:  Busan Open
- 1997:  Salvador Open
- 1998:  Toronto Open
- 1998:  Osaka Open
- 1998:  Dalian Open
- 1999:  Dalian Open
- 2000:  Espinho Open
- 2001:  Grand Slam Marseille